# 小河愛平
小河 愛平（おがわ あいへい、生年不詳 - 天正10年6月2日（1582年6月21日））は、戦国時代の武将。織田信長の小姓。

## 略歴
天正10年（1582年）6月2日、本能寺の変で御殿内で討死した 。
同日、織田信忠に従って二条新御所で討死した馬廻衆の小川源四郎と同族であると考えられている 。